# عبد الحميد بسيوني
عبد الحميد بسيوني (12 مارس 1972) لاعب كرة قدم مصري معتزل وحاليا مساعد مدرب نادي حرس الحدود.مديرا فنيا لنادى طلائع الجيش في موسم 2021 وحقق معهم نتائج جيدة واستطاع التعادل مع النادى الاهلى في بطولة الدورى العام ثم الفوز علية في مباراة السوبر المحلى واحراز كأس البطولة بعد أداء تكتيكى رائع ينبأ بمدير فنى كبير في كرة القدم المصرية

## السيرة الذاتية
ولد بسيوني في محافظة كفر الشيخ ونشأ بقرية متبول وقد لعب لفريق كفر الشيخ بالدرجة الثانية وأظهر موهبة كبيرة في مركز رأس الحربة ولكنه ظل مغموراُ بالدرجة الثانية حتى التقطته نادي الزمالك في صيف 1997 باستقدامه لهداف دوري الدرجة الثانية آنذاك.
وفي أول موسم لعبد الحميد بسيوني في صفوف نادي الزمالك بالدوري الممتاز كان اسم جديد على الجماهير المصرية ولم يتوقع أحد أن يضيف تلك الإضافة المتوقعة ولكن بسيوني فاجيء الجميع وحجز مركز أساسي بفريق الزمالك وحصل على لقب هداف الدوري برصيد 15 هدفاُ وذلك بموسم 1997/1998.
واستمر بسيوني أحد الأسماء الهامة بالقلعة البيضاء وحقق 4 بطولات مختلفة مع الفريق وهي بطولة الدوري المصري عام 2000/2001 وبطولة الكأس في 1998 بالإضافة البطولة الأفروآسيوية للأندية 1998 وكأس أفريقيا لأبطال الكؤوس 1999/2000 وسجل فيها بسيوني 5 أهداف كان أهمها بمباراة النهائي أمام كانون ياوندي الكاميروني.
استقدم الزمالك حسام حسن للفريق جعل بسيوني بعيداُ عن الحسابات سواء بفريق الزمالك أو بالمنتخب الوطني وصرح بسبوني وقتها اعتراضا على ذلك بلهجته الريفية الأصيله بأنه ليس شوال رز ليجلس على دكة البدلاء بالقلعة البيضاء لعام آخر.
انتقل بسيوني إلى فريق الإسماعيلي وهناك بمدينة الإسماعيلية ومع مجموعة مميزة من اللاعبين أمثال محمد بركات وإسلام الشاطر وعمرو فهيم وجون أوتاكا بالإضافة لعبد الحميد بسيوني بطبيعة الحال الذي شكل عامل هام للغاية حقق فريق الدراويش بطولة الدوري المصري وانتزعها من بين أنياب الأهلي والزمالك في منافسة ثلاثية موسم 2001/2002.
وأحرز بسيوني رفقة الدراويش 21 هدف في موسمين فقط بالدوري المحلي وهدف أفريقي ضد كايزر تشيفز الجنوب أفريقي.
ورغم ذلك لم يقدر بسيوني القدر المناسب على الرغم من الإسماعيلي وقتها لم يكن لديه الكثير من البدائل في هذا المكان ولكن إدارة الدراويش استغنت عن المهاجم القدير وضحت به كما إدارة نادي الزمالك من قبل بدون أسباب منطقية ليختاره حلمي طولان المدير الفني لفريق حرس الحدود الصاعد للدوري المصري حديثاُ في عام 2003 ليصبح ضمن فريقه ويقوده بخبرته ليصبح أحد الأسماء الصعبة بالدوري المصري.
ولعب بسيوني لستة مواسم رفقة فريق حرس الحدود أحرز فيها 30 هدف ونظراُ لتقدم العمر به أصبح في آخر عامين بديلاُ للمهاجمين الشباب بالفريق ولكنه كان قائداُ في أوقات احتاج الفريق الحدودي فيها للخبرة.
تم تكريم بسيوني من الاتحاد الدولي لكرة القدم في عام 1999 لكونه حطم الرقم القياسي بتسجيله 3 أهداف في 117 ثانية مع منتخب مصر ضد نامبيا في تصفيات كأس العالم 2002.
أقيمت مباراة اعتزاله يوم 22 يناير 2010 على ملعب السكة الحديد بمدينة نصر بين فريقي الزمالك وحرس الحدود وانتهت بفوز الزمالك بهدف نظيف أحرزه علاء علي وشارك عبد الحميد بسيوني في اللقاء مع فريق حرس الحدود وارتدى طاقم أصفر اللون على عكس ألوان أطقم فريقه الحمراء وخرج من المباراة في الدقيقة الثلاثون.
حقق بسيوني 4 بطولات لكأس العالم العسكري وبطولتي أفريقيا وحصل على لقب هداف كأس العالم العسكري 2001.
وبصفة عامة أحرز بسيوني 71 هدف في بطولة الدوري المصري الممتاز و13 هدف ببطولات أفريقيا.

## روابط خارجية
- عبد الحميد بسيوني على موقع الاتحاد الدولي (مؤرشف)  (الإنجليزية)
- عبد الحميد بسيوني على موقع قاعدة بيانات كرة القدم.إي يو (الإنجليزية)
- عبد الحميد بسيوني على موقع ناشيونال فوتبول تيمز (الإنجليزية)